# Wiadomości Ekologiczne
Wiadomości Ekologiczne – polskie czasopismo naukowe (zwykle kwartalnik) publikujące artykuły dotyczące ekologii. Związane było z Instytutem Ekologii PAN (i instytucjami będącymi jego kontynuacją). Wydawano je w latach 1970–2011. Było kontynuacją pisma „Ekologia Polska Seria B”. Z założenia artykuły w nim publikowane nie miały być oryginalnymi pracami naukowymi opartymi na badaniach, natomiast miały być pracami przeglądowymi, w tym o charakterze referatu. Ponadto publikowane były prace metodyczne, dyskusyjne, sprawozdania z konferencji i recenzje książek poświęconych ekologii, a także wspomnienia o zmarłych ekologach. Artykuły naukowe były publikowane po polsku, z anglojęzycznymi streszczeniami. Ze względu na charakter bliższy biuletynowi niż recenzowanemu czasopismu naukowemu „Wiadomości Ekologiczne” nie znajdowały się w wykazie czasopism punktowanych przez Ministerstwo Nauki i Szkolnictwa Wyższego. 
W latach 1972–2011 redakcja mieściła się w placówce PAN w Dziekanowie Leśnym, dokąd przeniosła się z siedziby PAN w warszawskim Pałacu Staszica.
Przez cały czterdziestodwuletni okres działania pisma redaktorem naczelnym był Eligiusz Pieczyński. W pierwszym kolegium redakcyjnym oprócz niego znajdowali się Roman Andrzejewski, Henryk Dominas, Wojciech Kaczmarek, Krystyna Kmitowa (sekretarz) i Zdzisława Wójcik. W ostatnim jego zastępcą był Janusz Uchmański, a pozostałymi członkami redakcji Gabriela Bujalska, Joanna Pijanowska i Jerzy Szwagrzyk. W skład rady redakcyjnej wchodzili oprócz Pieczyńskiego Eliza Dąbrowska-Prot, Andrzej Dyrcz, Marek Gębczyński, Jan Kozłowski (sekretarz), Adam Łomnicki, Andrzej Prejs, Ewa Symonides (przewodnicząca), January Weiner.
W 2014 wydano dwa numery czasopisma elektronicznego „e-Wiadomości Ekologiczne”. Zgodnie z deklaracją redakcji pismo to nawiązuje do tradycji „Wiadomości Ekologicznych”, jednak nie jest jego kontynuacją.
W okresie 1973–1986 w czasopiśmie publikowano popularnonaukowe paski komiksowe, których bohaterem był Ekoludek. Głównym autorem historii był Eligiusz Pieczyński, a ilustratorem Andrzej Karabin.

## Wiadomości Hydrobiologiczne
Stałym dodatkiem do „Wiadomości Ekologicznych” były „Wiadomości Hydrobiologiczne”, początkowo, od roku 1963, jako „Wiadomości Polskiego Towarzystwa Hydrobiologicznego” będące wkładką do „Ekologii Polskiej Seria B”. Pierwszym redaktorem naczelnym był Tadeusz Backiel. Następnie dołączyli do niego Eligiusz Pieczyński i Jan Igor Rybak, którzy pozostali głównymi redaktorami do końca funkcjonowania wersji drukowanej. Publikowano w nich artykuły analogiczne do tych w głównej części dotyczące hydrobiologii. W związku z likwidacją czasopisma, wydawanie „Wiadomości Hydrobiologicznych” jako biuletynu Polskiego Towarzystwa Hydrobiologicznego jest kontynuowane w formie czasopisma elektronicznego z zachowaniem ciągłości numeracji. Jego ISSN to 2299-4076.